# Cabrutica
Cabrutica je rijeka u Venezueli. Pritoka je rijeke Orinoco.